# Manfred Oeming

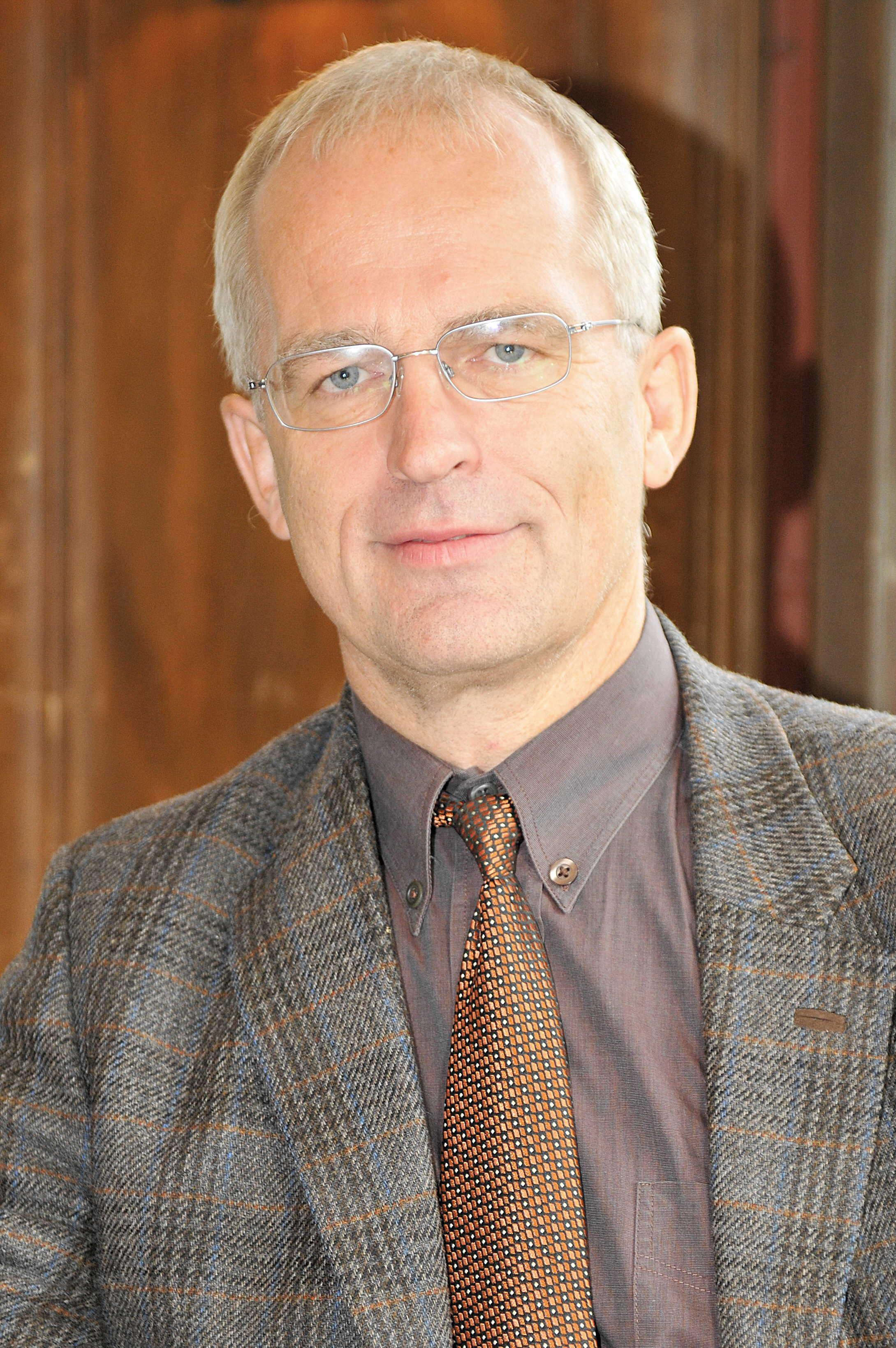
Manfred Oeming (2008)

Manfred Oeming (* 11. Oktober 1955 in Kröpelin, Landkreis Rostock) ist evangelischer Theologe und Ordinarius für alttestamentliche Theologie an der Universität Heidelberg.

## Leben und Wirken
Oemings Familie floh in der Silvesternacht 1958/1959 aus der DDR über West-Berlin ins Saarland. Erst mit 18 Jahren erwachte sein christliches Interesse; als Stipendiat der Studienstiftung des deutschen Volkes entschied er sich, evangelische Theologie, Philosophie und Pädagogik zu studieren.
Nach dem ersten theologischen Examen promovierte er mit Untersuchungen zum Verhältnis von Altem Testament und Neuem Testament in neueren biblisch-theologischen Entwürfen 1984 in Bonn bei dem niederländischen Bultmannschüler Antonius H. Gunneweg. Anschließend übernahm er die Stelle des Studieninspektors am Evangelisch-Theologischen Stift an der Universität Bonn. Seine Habilitation erfolgte 1989 in demselben Fach mit einer exegetischen Arbeit über die Genealogien in dem alttestamentlichen Buch der Chronik. Von 1988 bis 1991 war er Pfarrer an der Kreuzkirche in Bonn sowie Privatdozent an der dortigen Universität. Von 1991 bis 1992 war er als Hochschulassistent in Mainz, von 1992 bis 1993 war er Heisenberg-Stipendiat der DFG. 1993 folgte er einem Ruf an die Universität Osnabrück. Seit 1996 ist er Professor in Heidelberg.
Von 2002 bis 2006 war er als Prorektor Leiter der Hochschule für Jüdische Studien in Heidelberg. Von 2002 bis 2007 war er Mitglied der badischen Landessynode der Evangelischen Kirche, von 2006 bis 2008 Dekan der Theologischen Fakultät Heidelberg. 2006 erhielt er den Preis der badischen Akademie.
Seine vier Forschungsschwerpunkte liegen in der Exegese der Bücher des dritten Kanonteils (Hiob und Buch der Psalmen, Buch Esra, Nehemia, Chronik, Buch Tobit), auf den Gebieten der biblischen und philosophischen Hermeneutik (Auseinandersetzung mit dem Denken und den Werken von Sören Kierkegaard, Martin Heidegger, Karl Jaspers, Sigmund Freud und Paul Ricœur), dem jüdisch-christlichen Gespräch sowie auf der Archäologie Judäas.
Zusammen mit Oded Lipschits leitet er archäologische Ausgrabungen im israelischen Ramat Rachel (hebräisch רמת רחל), dem südlichsten Stadtteil Jerusalems mit Blick auf Betlehem, sowie in Aseka.
Er ist als Vertrauensdozent der Studienstiftung des deutschen Volkes tätig und Mitglied in Senat und Kuratorium der Hochschule für Jüdische Studien in Heidelberg.
Er ist Mitbegründer der Heidelberger Inspirationen am Abend, die seit 1998 an der Peterskirche stattfinden. Seit 2019 ist er ein Mitglied der Europäischen Akademie der Wissenschaften und Künste.

## Theologische Lehre
Oeming plädiert für eine differenzierte und mehrdimensionale Betrachtungsweise der Bibel. Besonders das Alte Testament sei äußerst vielfältig, es enthalte Geschichten von Gott (Offenbarungsgeschichten), Erzählungen, ethische, rechtliche und kultische Anweisungen, Glaubenszeugnisse, Gebete und Prophetien. Es ist in unterschiedlichen Stilen gehalten, einzelne Bücher wurden von mehreren Autoren geschrieben und redigiert und umfassen deshalb auch Wiederholungen und Widersprüche. Die späten Schriften des Alten Testaments öffnen den Fokus bereits von Israel zu den Völkern hin.
Wie seine Zeitgenossen habe auch Jesus die Schrift nach gewissen Regeln interpretiert, so hat er auch die Pescher-Auslegungsmethode angewandt. Das Neue Testament ersetze das Alte nicht vollständig, weil es einen Eigenwert habe. Besonders bei Themen wie Politik, Spiritualität, Weisheit, Skepsis und Erotik ergänzen alttestamentliche Schriften das Neue Testament. So könne Israel und das Judentum als Bruder ernst genommen und wertgeschätzt werden.
Oeming hat ein eigenes hermeneutisches Modell entwickelt, das den Facettenreichtum und die Sinnfülle biblischer Texte erschließen will. Darin unterscheidet er vier Seiten oder Richtungen, die zu einem ganzheitlichen Textverständnis beitragen: Autor/Sender, Textwelt (Sprachliche und literarische Fragen), Leser/Rezipient (Relecture) und Sache (Wahrheitsfrage und Wirklichkeitsgehalt). Jede dieser vier Seiten habe ihre Berechtigung und ihr Gewicht, keine Richtung kann für sich allein die Deutungshoheit beanspruchen. Bei der Wahrheitsfrage vertritt Oeming zudem die Auffassung, dass die biblischen Erzählungen einen historischen Kern und Gehalt haben, aber darüber hinaus auf eine existenziale Wahrheit und symbolische Interpretation zielen, wie sie von Martin Heidegger und Rudolf Bultmann bereits früher skizziert und vertreten worden sind.

## Publikationen (Auswahl)

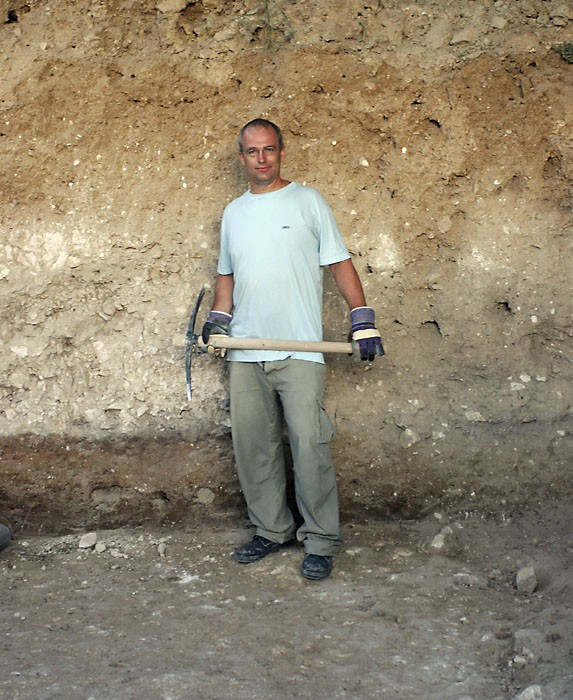
Manfred Oeming auf Grabung (2009)

- Das wahre Israel. Die genealogische Vorhalle 1 Chr 1–9. BWANT 128, Stuttgart 1990.
- mit Henning Schröer, Walter Schmithals: In Memoriam Antonius H. J. Gunneweg. Reden gehalten am 26. Juni 1991 bei der Gedenkfeier der Evangelisch-Theologischen Fakultät der Rheinischen Friedrich-Wilhelms-Universität Bonn. Alma Mater. Beiträge zur Geschichte der Universität Bonn 76, Bonn 1992.
- Hermeneutik, Altes Testament und Tiefenpsychologie. 1995.
- Biblische Hermeneutik, Primus: Darmstadt 1998, ISBN 3-89678-316-5.
- Das Buch der Psalmen 1, Stuttgart 2000.
- Das Alte Testament als Teil des christlichen Kanons? Studien zu gesamtbiblischen Theologien der Gegenwart, TVZ, Zürich 3. Auflage 2001, ISBN 978-3-907576-45-8
- Gesamtbiblische Theologie der Gegenwart. Das Verhältnis von AT und NT in der hermeneutischen Diskussion seit Gerhard von Rad, Zürich, 3. Auflage. 2001. (Dissertation)
- mit Konrad Schmid: Hiobs Weg. BThSt 45, Neukirchen-Vluyn 2001.
- mit Oded Lipschits: Judah and the Judeans in the Persian Period. Winona Lake 2006.
- M. Oeming, Konrad Schmid (Hrsg.): Der eine Gott und die Götter. AThANT 82, Zürich 2003.
- (Hrsg.): Claus Westermann. Leben, Werk, Wirkung. LIT, Münster 2003, ISBN 3-8258-6599-1.
- Übersetzung mit Christiane Oeming: Brevard S. Childs: Die Theologie der einen Bibel. 2 Bände, Herder: Freiburg 2003.
- Verstehen und Glauben. Exegetische Bausteine zu einer Theologie des Alten Testaments (Bonner Biblische Beiträge 142), Philo Verlag: Berlin 2003, ISBN 3-86572-325-X
- Theologie in Israel und in den Nachbarkulturen: Beiträge des Symposiums „Das Alte Testament und die Kultur der Moderne“ anlässlich des 100. Geburtstags Gerhard von Rads (1901–1971), Heidelberg, 18.–21. Oktober 2001. Von Manfred Oeming, Gerhard von Rad, Andreas Schüle, Konrad Schmid. LIT, Berlin, Hamburg, Münster 2004, ISBN 3-8258-5456-6.